# Tulsidas Balaram
Tulsidas Balaram (né le 4 octobre 1937 à Secunderabad, à l'époque dans le Raj britannique, aujourd'hui en Inde et mort le 16 février 2023) est un footballeur international indien, qui évoluait au poste d'attaquant.

## Biographie

### Carrière en sélection
Avec l'équipe d'Inde, il figure dans le groupe des sélectionnés lors des Jeux olympiques de 1956 et de 1960.